# 中目黒八幡神社
中目黒八幡神社（なかめぐろはちまんじんじゃ）は、東京都目黒区中目黒にある神社。

## 由緒
創建に関しては資料などが焼失しているため、不詳。ただし、江戸幕府が源氏の守護神である八幡信仰によって農民との融和団結を深めようとして農村に八幡神社の建設を奨励した寛文年間（1660年代）の創建ではないかと説もある。その後の宝暦13年(1763年)の書物には、当神社についての記載がある。現在の社殿は昭和11年(1936年)に竣工のもの。なお当神社は古来より十二座の神楽が奏されることでも有名で、毎年9月の例大祭には十二座の神楽が奏される。

## 境内社

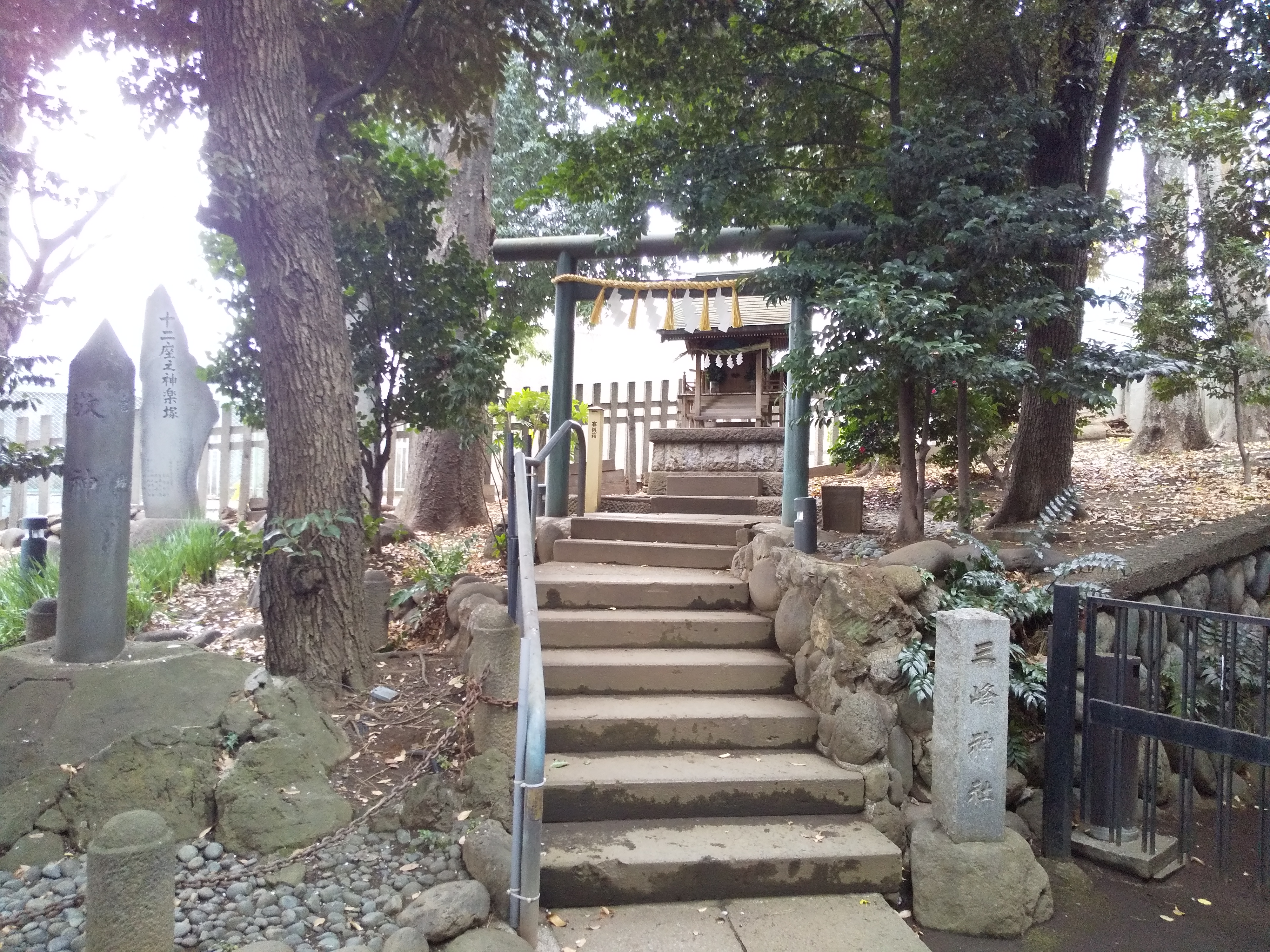
三峰神社

## アクセス
- 東急東横線・中目黒駅徒歩約8分
- 拝観は無料。

## 参考資料
- 中目黒八幡神社公式ホームページ
- マイタウン目黒　目黒の名所・旧跡